# IC 4334
IC 4334 — галактика типа S0 R в созвездии Гончие Псы. Поверхностная яркость — 12,8 mag/arcmin². Этот объект входит в число перечисленных в оригинальной редакции «Нового общего каталога».